# Ciseau à brique
 (août 2017).
Si vous disposez d'ouvrages ou d'articles de référence ou si vous connaissez des sites web de qualité traitant du thème abordé ici, merci de compléter l'article en donnant les références utiles à sa vérifiabilité et en les liant à la section « Notes et références ».

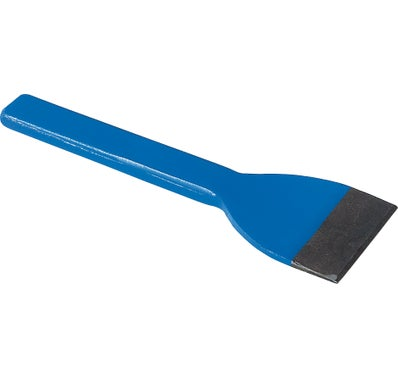
Ciseau à brique sans pare-coups.

Un ciseau à brique (ou à briqueter) est un outil manuel métallique fait d'une seule pièce, il a la forme d'un burin plat et large de 50 à 70 mm formant un palette, se terminant par une forme de manche oblongue. Le ciseau à brique peut être équipé d'un pare-coups en caoutchouc pour protéger la main en cas de ripage lors de la frappe.

## Utilisation
Il permet à l'aide d'une massette, de marquer la brique par des coups léger et successifs sur le pourtour de celle-ci à l'endroit où l'on désire la couper  (ce marquage peut-être fait avec un brin plat).
Une fois fait, un coup plus sec et plus marqué, bien perpendiculaire et à plat, à l'aide du ciseau et de la massette sur l'endroit marqué, coupera la brique proprement à l'endroit délimité.
Cet outil et aussi utiliser pour la coupe manuelle de brique alvéolaire "briquettes à cloison" appelée aussi brique plâtrière.
Il est aussi utilisé par défaut comme riflard auquel il ressemble, pour décoller des matériaux désolidarisés (ou peu adhésifs) de leurs supports, mais de par son épaisseur il ne se prête pas à des décollages fins.